# Pedrito López
Pedro López Crespo, (*Monelos, La Coruña, Galicia, España, 18 de marzo de 1917) fue un futbolista español. Se desempeñaba en posición de defensa.

## Selección nacional
Fue internacional con la Selección de fútbol de España en una ocasión el 6 de mayo de 1945 contra Portugal, partido celebrado en La Coruña que finalizó 4-2 a favor de España.

## Clubes
| Club                   | País   | Temporada   |
| ---------------------- | ------ | ----------- |
| Oza de Monelos         | España | 1932-1934   |
| Deportivo de La Coruña | España | 1934 - 1952 |